# Xanti
Xanti (em grego: Ξάνθη; romaniz.: Xánthi, [ˈksanθi]) é uma cidade da Grécia, capital da unidade regional de homônima, na Macedônia Oriental e Trácia.
A municipalidade de Xanti foi formada durante a Reforma de 2011, posta em marcha pelo governo local, por meio da junção de duas antigas municipalidades, que se tornaram unidades municipais: Estavrópolis e Xanti.
A parte antiga da cidade é conhecida por toda a Grécia por sua arquitetura particular, combinando Igrejas Bizantinas Gregas com mansões neoclássicas de mercadores gregos dos séculos XVIII e XIX, bem como mesquitas da era otomana. A cidade também é conhecida pelo seu Festival Anual de Primavera, o qual contribui significativamente para a economia local.